# Марківська селищна територіальна громада
Марківська селищна територіальна громада — територіальна громада в Україні, в Старобільському районі Луганської області, з адміністративним центром в селищі Марківка.

## Загальна інформація
Площа громади — 728,86 кв. км, населення — 11 068, з них: міське — 5 717, сільське — 5 351 (2018).

## Населені пункти
До складу громади входять селище Марківка та села: Бондарівка, Бондарне, Веселе, Виноградне, Височинівка, Гераськівка, Гераськівське, Городище, Деркулове, Каськівка, Кабичівка, Караван-Солодкий, Крейдяне, Кризьке, Крупчанське, Курячівка, Лісна Поляна, Липове, Лимарівка, Лобасове, Маринопіль, Марківське, Нова Україна, Просяне, Розсохувате, Рудівка, Сичанське, Сичівка, Скородна, Степкове, Тернівка, Тишківка, Фартухівка.

## Історія
Утворена 25 липня 2018 року шляхом об'єднання Марківської селищної та Бондарівської, Кризької, Ліснополянської, Сичанської сільських рад Марківського району.
2020 року переутворена шляхом об'єднання Бондарівської, Гераськівської, Кабичівської, Краснопільської, Кризької, Ліснополянської, Просянської, Сичанської сільських та Марківської селищної рад Марківського району.